# Play Framework
Play Framework是一种用Scala编写的Web应用框架，其遵循模型-視圖-控制器（即MVC）建築模式。Play Framework使用Scala編寫，並可以被編譯成Java虛擬機器位元組碼中的其他編程語言使用；例如Java語言。其旨在通過建立一個「約定優於配置」、「熱碼重裝」，以及「在瀏覽器中顯示錯誤」來優化開發人員的工作效率。
自1.1版本後，該應用框架就已經可以支持Scala編程語言。在2.0版本時，該應用框架的核心部分又以Scala重新編寫；構建和部署工作已遷移到SBT；模板使用的也不再是Groovy，而是Scala。

## 外部連結
- Play Framework home page（页面存档备份，存于）